# アレクサンドル・ベリャーエフ

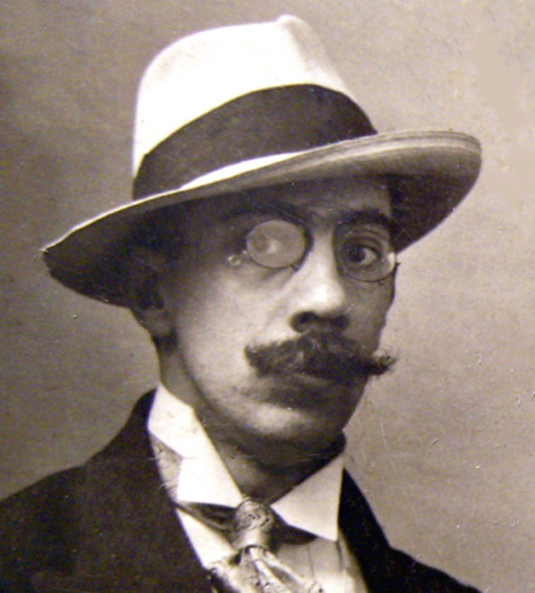
アレクサンドル・ベリャーエフ

アレクサンドル・ロマノヴィチ・ベリャーエフ（Алекса́ндр Рома́нович Беля́ев、ラテン翻字例：Aleksandr Romanovich Belyayev、1884年3月16日/ユリウス暦3月4日 - 1942年1月6日）は、ロシアのSF小説家。ロシア初の専業SF作家であり、「ソ連のヴェルヌ」と呼ばれる。

## 経歴と業績
1884年、ロシア西部スモレンスク市に司祭の息子として生まれる。幼い頃小屋の屋根から飛び降りて背骨を痛めたという伝説があるが、真偽のほどは確かではない。11歳の時にスモレンスクの神学校に入学、1901年に卒業。1903年に法律学校に入学し、1906年に卒業。弁護士になる。1915年末にはスモレンスク新聞の編集長の地位にあったが、突然に脊椎カリエスを発症。原因は屋根から飛んだ時の負傷だとも、肋膜炎でかかった医者に第八椎骨を傷つけられたことだとも言われる。1916年からの6年間、首から下の自由をなくして寝たきりであった。1921年までヤルタで療養生活を送る。
1922年に回復してからは民警、幼稚園教師などの職業に就く。1923年からは妻（1921年にヤルタで出会ったマルガリータという女性）とともにモスクワに上京。郵政省に勤務する。1925年に処女作『ドウエル教授の首』が雑誌『探検世界』に採用され、1926年には勤めをやめて専業作家となった。1928年末にモスクワからレニングラード（現サンクトペテルブルク）に移り、29年夏にはキエフに、31年にはプーシキン市（現在はサンクトペテルブルクの一部）に移った。1942年、ナチス・ドイツ占領下のプーシキン市で死亡。その死の原因についても諸説ある。ナチスはその遺稿を欲するが、それは隣家の屋根裏に隠されていたと言われている。
全身不随の体験を活かして書かれた『ドウエル教授の首』、生物を改造する科学を描いた『両棲人間』（1928）、発明と冒険の連作短編『ワグナー教授シリーズ』など、彼の作品群は一般読者の人気を博した。しかし当時のソ連の体制においては、批評家から荒唐無稽・非科学的だとされ良い扱いは受けなかった。生涯健康にも経済状況にも恵まれなかったが、死ぬ間際まで数多くの作品（長編は20ほど、短編は40ほど）を執筆した。作品の大半は雑誌掲載のみで、単行本としての刊行はなされていない。
また国外のSF作品を数多くロシア語に翻訳し紹介した。
ベリャーエフはその著作に於いてA・ロム（А.Ром）と云うペンネームも使用した。

## 主な著作
- Голова профессора Доуэля（1926年）
  - ドウエル教授の首（合成人間ビルケ、生きている首）
- Человек-амфибия（1928年）
  - 両棲人間（英語版、ロシア語版） - 1961年にソ連で映画化され、1963年トリエステ国際ファンタスティック映画祭「銀のアステロイド」賞を受賞した[5]
- Ариэль（1928年）
  - 未訳（ラテン翻字: Ariel）
- Прыжок в ничто（1933年）
  - 無への跳躍（ロシア語版）（金星探検）
- Звезда Кэц（1936年）
  - 人工衛星ケーツ

## 日本語訳
- 『暗黒星雲 / 生きている首』「生きている首」福島正実 訳、真鍋博 絵、あかね書房、少年少女世界推理文学全集 20、1965年）
  - 『ベリヤーエフ 少年空想科学小説選集 3』「ドウエル博士の首」（馬上義太郎 訳、武部本一郎 絵、岩崎書店、1968年）
  - 『ドウエル教授の首』（原卓也 訳、東京創元新社、創元推理文庫、1969年）
    - 『ドウエル教授の首』（原卓也訳、東京創元社、創元推理文庫、改版 2016年）

  - 『世界SF全集 第8巻（ベリャーエフ）』「ドウエル教授の首」「無への跳躍（ロシア語版）」（袋一平 訳、早川書房、1969年）
  - 『生きている首』（飯田規和 訳、武部本一郎 絵、岩崎書店、SF少年文庫 9、1971年）
  - 『合成人間ビルケ』馬上義太郎 訳、井上洋介 絵、岩崎書店、SFこども図書館 18、1976年）
  - 『生きている首』（飯田規和訳、岩崎書店、SFロマン文庫 9、1986年）
  - 『いきている首』（馬上義太郎 訳、琴月綾 絵、岩崎書店、冒険ファンタジー名作選 4、2003年）
  - 『ドウエル教授の首』（田中隆訳、未知谷、2013年）
- 『地球の狂った日』（福島正実訳、国土社、少年SF・ミステリー文庫、1982年）
- 『両棲人間一号』（木村浩訳、大日本雄弁会講談社、少年少女世界科学冒険全集、1957年）
  - 『両棲人間一号』（北野純訳、偕成社、世界推理・科学名作全集、1962年）
  - 『両棲人間』（飯田規和訳、あかね書房、少年少女世界SF文学全集、1971年）
  - 『イルカに乗った少年 両棲人間第1号』木村浩訳、講談社、青い鳥文庫、1987年）
  - 『両棲人間』 - 細江ひろみ訳。
- 『眠らぬ人 - ワグナー教授の発明』（田中隆訳、未知谷、2014年）
- 『アフリカの事件簿 - ワグナー教授の発明』（田中隆訳、未知谷、2014年）
- 『世界の科学名作11（ベリャーエフ）』「狂った世界」「白の未開人」「空とぶじゅうたん」（袋一平 訳、講談社、1965年）